# Curling in carrozzina ai IX Giochi paralimpici invernali
Le gare di curling in carrozzina alle paralimpiadi invernali del 2006 si sono svolte dal 12 al 18 marzo 2006 a Pinerolo, nel Palaghiaccio.
Per la prima volta che il curling in carrozzina è stato inserito nel programma dei Giochi Paralimpici invernali. Si è svolto un unico torneo a 8 squadre nazionali miste.

## Torneo

### Squadre partecipanti
| Nazione     | Skip               | Third             | Second              | Lead            | Riserva               |
| ----------- | ------------------ | ----------------- | ------------------- | --------------- | --------------------- |
| Canada      | Chris Daw          | Gerry Austgarden  | Gary Cormack        | Sonja Gaudet    | Karen Blachford       |
| Danimarca   | Kenneth Ørbæk      | Rosita Jensen     | Jørn Kristensen     | Sussie Pedersen | Bjarne Jensen         |
| Regno Unito | Frank Duffy        | Michael McCreadie | Tom Killin          | Angie Malone    | Ken Dickson           |
| Italia      | Egidio Marchese    | Andrea Tabanelli  | Pierino Gaspard     | Rita Dal Monte  | Emanuele Spelorzi     |
| Norvegia    | Geir Arne Skogstad | Rune Lorentsen    | Paul Aksel Johansen | Trine Fissum    | Lene Tystad           |
| Stati Uniti | Jim Pierce         | James Joseph      | Wes Smith           | Danell Libby    | Augusto Jiminez Perez |
| Svezia      | Jalle Jungnell     | Glenn Ikonen      | Rolf Johansson      | Anette Wilhelm  | Bernt Sjöberg         |
| Svizzera    | Urs Bucher         | Manfred Bollinger | Cesare Cassani      | Madeleine Wildi | Erwin Lauper          |

### Classifica
| Pos | Squadra     | Partite | Vinte | Perse |
| --- | ----------- | ------- | ----- | ----- |
| 1   | Canada      | 9       | 7     | 2     |
| 2   | Regno Unito | 9       | 5     | 4     |
| 3   | Svezia      | 9       | 5     | 4     |
| 4   | Norvegia    | 10      | 5     | 5     |
| 5   | Danimarca   | 8       | 4     | 4     |
| 6   | Svizzera    | 7       | 3     | 4     |
| 7   | Italia      | 7       | 2     | 5     |
|     | Stati Uniti | 7       | 2     | 5     |

## Medagliere per nazioni
| Pos | Nazione     | Oro | Argento | Bronzo | Totale |
| --- | ----------- | --- | ------- | ------ | ------ |
| 1   | Canada      | 1   | 0       | 0      | 1      |
| 2   | Regno Unito | 0   | 1       | 0      | 1      |
| 3   | Svezia      | 0   | 0       | 1      | 1      |